# Пам'ятки архітектури Євпаторії
На території Євпаторійської міськради перебуває 38 пам'яток архітектури та архітектуроно-археологічних комплексів, з яких 4 — національного значення. Усі пам'ятки розташовані на території міста Євпаторія.
| № п/п                  | Обліковій номер        | Найменування пам'ятника                                           | дата                                        | Адреса                                                                                           | Рішення про взяття на облік | фото                   |                        |
| Національного значення | Національного значення | Національного значення                                            | Національного значення                      | Національного значення                                                                           | Національного значення | Національного значення | Національного значення |
| ---------------------- | ---------------------- | ----------------------------------------------------------------- | ------------------------------------------- | ------------------------------------------------------------------------------------------------ | --- | ---------------------- | ---------------------- |
| 1                      | 261-Н                  | Комплекс Текке дервішів                                           |                                             | вул. Матвєєва                                                                                    | рішення КО від 22.05.1979 р. № 284 |                        |                        |
| 2                      | 263-Н                  | Комплекс кенасс                                                   |                                             | вул. Караїмська, 68 (вул. Матвєєва)                                                              | Постанова РМ УРСР від 24.08.1963 р. № 970, діл. № 263; Розпорядження Державного комітету з охорони та використання пам'яток історії та культури від 27.06.1994 № 4-Р                                      |                        |                        |
| 3                      | 262-Н                  | Турецька лазня                                                    | XVI ст.                                     | вул. Червоноармійська, 20б                                                                       | Постанова РМ УРСР від 24.08.1963 р. № 970, уч. № 262 |                        |                        |
| 4                      | 260-Н                  | Мечеть Джума-Джамі                                                | 1552 р.                                     | вул. Революції, 36                                                                               | Постанова РМ УРСР від 24.08.1963г. № 970, діл. № 260 |                        |                        |
| Місцевого значення     |                        |                                                                   |                                             |                                                                                                  | |                        |                        |
| 1                      | -                      | Дача «Валькірія»                                                  | 1910-1914 рр.                               | наб. Горького, 10                                                                                | Рішення КО від 20.02.1990 № 48 |                        |                        |
| 2                      | 4786-АР                | Дача «Альпійська троянда»                                         | початок XX в. (1910г.)                      | наб. Горького, 16, літер «Д»                                                                     | Рішення КО від 05.06.1984 № 284 |                        |                        |
| 3                      | -                      | Станція біокліматична                                             | 1930 р.                                     | наб. Горького, 3                                                                                 | Рішення КО від 20.02.1990 № 48 |                        |                        |
| 4                      | -                      | Житловий будинок                                                  | XVIII-XIX ст. (початок XX в.)               | пров. Банний, 14/23                                                                              | Рішення КО від 20.02.1990 № 48 |                        |                        |
| 5                      | 84-АР                  | Будинок прибутковий С.Дувана з флігелем                           | 1907-1908 рр.                               | пров. Льотний, 2/ вул. Тучина, 1, літер «А», «В»                                                 | Наказ МКтаТ України від 13.07.2009 № 521/0/16-09 |                        |                        |
| 6                      | -                      | Будинок житловий                                                  | початок XX ст.                              | пров. Лукичева, 6                                                                                | Рішення КО від 20.02.1990 № 48 |                        |                        |
| 7                      | 4652-АР                | Садиба                                                            | 1980 р.                                     | пров. Театральний, 3/ пров. Лукичева, 9, літер "А "                                              | Наказ МКтаТ України від 13.07.2009 № 521/0/16-09 |                        |                        |
| 8                      | 76-АР                  | Будівля колишньої публічної бібліотеки ім. Олександра II          | 1912-1914 рр.                               | пр. А. Ахматової, 23 (колишня вул. Бр. Буслаєвих)                                                | Наказ МКтаТ України від 13.07.2009 № 521/0/16-09 |                        |                        |
| 9                      | -                      | Будинок житловий (Дача І. П. Васільева)                           | поч. XX ст.                                 | пр. Леніна, 12                                                                                   | Рішення КО від 20.02.1990 № 48 |                        |                        |
| 10                     | -                      | Будинок житловий                                                  | поч. XX ст. (1908 р.)                       | пр. Леніна, 2                                                                                    | Рішення КО від 20.02.1990 № 48 |                        |                        |
| 11                     | -                      | Дача                                                              | поч. XX ст.                                 | пр. Леніна, 28а, літер «А»                                                                       | Рішення КО від 20.02.1990 № 48 |                        |                        |
| 12                     | 4649-АР                | Будівля Дувановська притулку                                      | 1909-1911 рр.                               | пр. Леніна, 32, літер "А "                                                                       | Наказ МКтаТ України від 13.07.2009 № 521/0/16-09 |                        |                        |
| 13                     | 32-АР                  | Дача                                                              | 1905-1907 рр.                               | пр. Леніна, 7, літер «1»                                                                         | Наказ МКтаТ України від 18.02.2009 № 100/0/16-09 |                        |                        |
| 14                     | 27-АР                  | Жіноча гімназія                                                   | 1901-1902 рр.                               | вул. Бартенєва, 2/1/7, літер «А»                                                                 | Наказ МКтаТ України від 18.02.2009 № 100/0/16-09 |                        |                        |
| 15                     | 95-АР                  | Колишня гімназія                                                  | 1897-1898 рр.                               | вул. Бартенєва, 3/вул. Чернишевського, 2, літер «А», «А1», «А2»                                  | Наказ МКтаТ України від 18.02.2009 № 100/0/16-09 |                        |                        |
| 16                     | -                      | Колишній житловий будинок,                                        | 1912 р.                                     | вул. Бр. Буслаєвих, 30/пров. Лукичева, 7/пров. Театральний, 2                                    | Рішення КО від 05.06.1984 № 284 |                        |                        |
| 17                     | -                      | Грецька церква                                                    | 1891-1892 рр.                               | вул. Бр. Буслаевих, 5                                                                            | Рішення КО від 05.06.1984 № 284 |                        |                        |
| 18                     | 4686-АР                | Будинок житловий                                                  | кінець XIX ст.                              | вул. Бр. Буслаевих, 21/вул. Бартенєва, 16, літер «А»                                             | Наказ МКтаТ Україна від 25.10.2010 № 957/0/16-10 |                        |                        |
| 19                     | -                      | Будинок житловий                                                  | 1908 р.                                     | вул. Бр. Буслаевих, 6                                                                            | Рішення КО від 20.02.1990 № 48 |                        |                        |
| 20                     | -                      | Будинок житловий (будинок М.Шішмана),                             | кін. XIX ст. (1907–1908 рр.)                | вул. Володарського, 5/1                                                                          | Рішення КО від 20.02.1990 № 48 |                        |                        |
| 21                     | -                      | Будинок житловий (колишнє турецьке консульство)                   | кін. XIX ст. (1895 р.)                      | вул. Володарського, 6/вул. Просмушкіних, 8                                                       | Рішення КО від 20.02.1990 № 48 |                        |                        |
| 22                     | 4746-АР                | Будівля гімназії (Рущінской)                                      | кін. XIX ст.                                | вул. Гоголя, 16/вул. Санаторних, 6, літер «А»                                                    | Наказ МК України від 20.01.2012 № 45 |                        |                        |
| 23                     | -                      | Будинок житловий (будинок доктора Газієва)                        | 1899 р.                                     | вул. Гоголя, 18                                                                                  | Рішення КО від 20.02.1990 № 48 |                        |                        |
| 24                     | -                      | Будівля управління військового начальника/будинок Шостака         | кінець XIX ст. (1898 р.)                    | вул. Ул'янова, 4, літер «А»                                                                      | Рішення КО від 20.02.1990 № 48 |                        |                        |
| 25                     | -                      | Будинок житловий                                                  | початок XX ст.                              | вул. Демишева, 23                                                                                | Рішення КО від 20.02.1990 № 48 |                        |                        |
| 26                     | -                      | Будинок житловий                                                  | 1902 р.                                     | вул. Демишева, 26                                                                                | Рішення КО від 20.02.1990 № 48 |                        |                        |
| 27                     | 47-АР                  | Житловий будинок (будинок Г. Д. Волкова)                          | кінець XIX ст.                              | вул. Демишева, 4/ вул. Іванова, 2, літер "А"                                                     | Наказ МКтаТ України від 18.02.2009 № 100/0/16-09 |                        |                        |
| 28                     | -                      | Будинок житловий                                                  | кін. XIX- — поч. XX ст.                     | вул. Демишева, 6                                                                                 | Рішення КО від 20.02.1990 № 48 |                        |                        |
| 29                     | -                      | кярізов (підземний хід)                                           | XV–XVIII ст.                                | вул. Демишева, вул. 13 Листопада, вул.8 Березня                                                  | Рішення КО від 20.02.1990 р. № 48 |                        |                        |
| 30                     | -                      | Колишній будинок Гелеловіча                                       | початок XX ст. (1910–1912 рр.)              | вул. Дувановська, 11 (вул. Свердлова) / вул. Кірова, 2, літер «А»                                | Рішення КО від 05.06.1984 № 284 |                        |                        |
| 31                     | -                      | Колишня вілла «Сфінкс»                                            | 1911 р.                                     | вул. Дувановська, 15/1 (вул. Свердлова)                                                          | Рішення КО від 05.06.1984 № 284 |                        |                        |
| 32                     | -                      | Дача                                                              | 1908 р. (вілла «Люкс» М. Б. Германа)        | вул. Дувановська, 17 (вул. Свердлова)                                                            | Рішення КО від 20.02.1990 № 48 |                        |                        |
| 33                     | 4645-АР                | Будинок, у якому жила Леся Українка                               | 1908 р.                                     | вул. Дувановська, 6, літер «А», «А1» (вул. Свердлова)                                            | Наказ МКтаТ України від 18.02.2009 № 100/0/16-09 |                        |                        |
| 34                     | -                      | Будинок житловий                                                  | XVIII ст.                                   | вул. Єфетов, 7/19                                                                                | Рішення КО від 20.02.1990 № 48 |                        |                        |
| 35                     | 4747-АР                | Будинок Н. А. Мамуна                                              | кінець XIX ст.                              | вул. Інтернаціональна, 33, літер «А»                                                             | Наказ МК України від 20.01.2012 № 45 |                        |                        |
| 36                     | -                      | Вірменська церква                                                 | XIX ст.                                     | вул. Інтернаціональна, 44, літер "А "                                                            | Рішення КО від 05.06.1984 № 284 |                        |                        |
| 37                     | 4687-АР                | Відділення Петербурзького банку                                   | 1910 р.                                     | вул. Караєва, 1, літер "А "                                                                      | Наказ МКтаТ України від 25.10.2010 № 957/0/16-10 (внесений повторно — Наказ МКтаТ України від 18.02.2009 № 100/0/16-09)                                                                                   |                        |                        |
| 38                     | 261-Н                  | Комплекс Текке дервішів                                           | кінець XVI–XV ст. (XVI–XIX ст.)             | вул. Караєва, 18                                                                                 | Постанова РМ УРСР від 24.08.1963 № 970, уч. 261; Рішення КО від 15.04.1986 № 164 |                        |                        |
| 39                     | 278-АР                 | Будівля колишньої Міської Управи, кінець XIX ст.                  | 1898 р.                                     | вул. Караєва, 4, літер «А»                                                                       | Наказ МК України від 20.01.2012 № 45 |                        |                        |
| 40                     | -                      | Турецька лазня                                                    | поч. XX ст.                                 | вул. Караїмська, 43 (вул. Училищна, 13)                                                          | Рішення КО від 22.05.1979 № 284 |                        |                        |
| 41                     | 4688-АР                | Житловий будинок С. М. Бота                                       | 1896 р.                                     | вул. Караїмська, 46, літер «А»                                                                   | Наказ МКтаТ України від 25.10.2010 № 957/0/16-10 |                        |                        |
| 42                     | 263-Н                  | Комплекс кенасс                                                   | XVIII-XIX ст., поч. XX ст.                  | вул. Караїмська, 68                                                                              | Постанова РМ УРСР від 24.08.1963 № 970; Розпорядженням Державного комітету з охорони та використання пам'яток історії та культури від 27.06.1994 № 4-Р в комплекс доданий знову виявлений об'єкт — Мідраш |                        |                        |
| 43                     | -                      | Дача                                                              | поч. XX ст.                                 | вул. Київська, 28                                                                                | Рішення КО від 20.02.1990 № 48 |                        |                        |
| 44                     | -                      | Дача «Спокій» («Шайтана»)                                         | поч. XX ст.                                 | вул. Київська, 41-43                                                                             | Рішення КО від 20.02.1990 № 48 |                        |                        |
| 45                     | -                      | Водонапірна вежа                                                  | поч. XX ст.                                 | вул. Київська, 43, літер «18»                                                                    | Рішення КО від 05.06.1984 № 284 |                        |                        |
| 46                     | -                      | Колишня дача (Кривицький)                                         | поч. XX ст.                                 | вул. Київська, 43, літер «30», корпус № 4                                                        | Рішення КО від 05.06.1984 № 284 |                        |                        |
| 47                     | -                      | Будинок житловий                                                  | початок XX ст.                              | вул. Кірова, 3                                                                                   | Рішення КО від 20.02.1990 № 48 |                        |                        |
| 48                     | -                      | Санаторій «Жовтень»                                               | 1958 р. (1951–1955 р.)                      | вул. Кірова, 86                                                                                  | Рішення КО від 20.02.1990 р. № 48 |                        |                        |
| 49                     | -                      | Колишній будинок міського архітектора Генріха                     | початок XX ст. (1908–1910 р.)               | вул. Кірова, 9                                                                                   | Рішення КО від 05.06.1984 № 284 |                        |                        |
| 50                     | 262-Н                  | Турецька лазня                                                    | XVI ст.                                     | вул. Червоноармійська, 20б                                                                       | Постанова РМ УРСР від 24.08.1963 № 970 |                        |                        |
| 51                     | -                      | Синагога Егіе-Капа                                                | кінець XIX — початок XX ст. (1911—1912 рр.) | вул. Червоноармійська, 27/ вул. Просмушкіних, 34                                                 | Рішення КО від 20.02.1990 № 48 |                        |                        |
| 52                     | -                      | Будинок житловий                                                  | XVIII ст. (2-га пол. XIX ст.)               | вул. Матвєєва, 48 (вул. Караїмська) / пров. Ламаний, 2                                           | Рішення КО від 20.02.1990 № 48 |                        |                        |
| 53                     | -                      | Будинок житловий (Будинок Аджи-Аги Бобович)                       | XVIII ст.                                   | вул. Матвєєва, 53 (вул. Караїмська)                                                              | Рішення КО від 20.02.1990 № 48 |                        |                        |
| 54                     | -                      | Повітове присутність по військових справах (будинок купця Вульфа) | кінець XIX ст.                              | вул. Матвєєва, 57 (вул. Караїмська) /вул. Водорозбірна, 12                                       | Рішення КО від 20.02.1990 № 48 |                        |                        |
| 55                     | 4650-АР                | Будівля колишнього готелю «Оріол»                                 | 1908 р.                                     | вул. Матвєєва, 8 (вул. Караїмська)/вул. Ескадронна, 1, літер «Б»                                 | Наказ МКтаТ України від 13.07.2009 № 521/0/16-09 |                        |                        |
| 56                     | 85-АР                  | Будівлі колишньої дачі Терентьєвої (2 будівлі)                    | початок XX ст.                              | вул. Маяковського, 2                                                                             | Наказ МКтаТ України від 13.07.2009 № 521/0/16-09 |                        |                        |
| 57                     | 4748-АР                | Дача Єфімова                                                      | 1910 р.                                     | вул. Маяковського, 3, літер «А»                                                                  | Наказ МК України від 20.01.2012 № 45 |                        |                        |
| 58                     | 4749-АР                | Будівля колишнього корпусу № 12 санаторію " Південний "           | середина 30-х рр. XX ст.                    | вул. Маяковського, 6, літер «Ю» (корпус № 12 санаторію " Орлятко ")                              | Наказ МК України від 20.01.2012 № 45 |                        |                        |
| 59                     | -                      | Будинок житловий                                                  | початок XX ст.                              | вул. Московська, 23 (вул. Кірова, 72/23)                                                         | Рішення КО від 20.02.1990 № 48 |                        |                        |
| 60                     | 34-АР                  | Будівля дачі                                                      | 1901 р.                                     | вул. Московська, 34, літер «1» (колишня Кірова, 51-55)                                           | Наказ МКтаТ України від 13.07.2009 № 521/0/16-09 |                        |                        |
| 61                     | -                      | Дача                                                              | початок XX ст.                              | вул. Московська, 9 (санаторій «Прибій»)                                                          | Рішення КО від 20.02.1990 № 48 |                        |                        |
| 62                     | -                      | Дача                                                              | початок XX ст.                              | вул. Московська, 9/15 (санаторій «Прибій»)                                                       | Рішення КО від 20.02.1990 № 48 |                        |                        |
| 63                     | 4619-АР                | Торгові ряди та склади В.Каракоза на території Ашлик-базару       | XIX ст.                                     | вул. Перекопська, 5/вул. Металістів, 2, літер "А "                                               | Наказ МКтаТ України від 24.09.2008 № 1001/0/16-08 |                        |                        |
| 64                     | -                      | Будинок житловий/ барона Ф. К. фон Клейста                        | кінець XIX ст. (1904 р.)                    | вул. Піонерська, 16-18, літер "А "                                                               | Рішення КО від 20.02.1990 № 48 |                        |                        |
| 65                     | -                      | Будинок житловий                                                  | кінець XIX — початок XX ст. (1898 р.)       | вул. Піонерська, 19, літер "А "                                                                  | Рішення КО від 20.02.1990 № 48 |                        |                        |
| 66                     | -                      | Дача Ходжаш                                                       | 1897 р.                                     | вул. Приморська, 2                                                                               | Рішення КО від 20.02.1990 № 48 |                        |                        |
| 67                     | -                      | Будинок житловий (будинок К. В. Бейлера)                          | 1894 р.                                     | вул. Пролетарська, 5                                                                             | Рішення КО від 20.02.1990 № 48 |                        |                        |
| 68                     | -                      | Будинок житловий (Кальфа)                                         | 1862 р.                                     | вул. Просмушкіних, 18                                                                            | Рішення КО від 20.02.1990 № 48 |                        |                        |
| 69                     | -                      | Будинок житловий (будинок Е. К. Нахшунова)                        | початок XX в. (1916 р.)                     | вул. Пушкіна, 1/ вул. Дувановська, 19 (вул. Свердлова)                                           | Рішення КО від 05.06.1984 № 284 |                        |                        |
| 70                     | -                      | Будівля управління будівлі порту                                  | початок XX ст. (1908 р.)                    | вул. Пушкіна, 3, літер "А "                                                                      | Рішення КО від 20.02.1990 № 48 |                        |                        |
| 71                     | 4651-АР                | Будівля дачі                                                      | початок XX ст.                              | вул. Пушкіна, 40/вул. Поповича, 2, літер "А "                                                    | Наказ МКтаТ України від 13.07.2009 № 521/0/16-09 |                        |                        |
| 72                     | 4648-АР                | Колишній житловий будинок князя Мемет-бей Балатукова              | 1905 р.                                     | вул. Революції, 25/ наб. Терешкової, 16, літер «А»                                               | Наказ МКтаТ України від 18.02.2009 № 100/0/16-09 |                        |                        |
| 73                     | 4689-АР                | Готель «Модерн»                                                   | початок XX ст.                              | вул. Революції, 34/1/1, літер «А»                                                                | Наказ МКтаТ України від 25.10.2010 № 957/0/16-10 |                        |                        |
| 74                     | 260-Н                  | Мечеть Джума-Джамі                                                | 1552 р.                                     | вул. Революції, 36                                                                               | Постанова РМ УРСР від 24.08.1963 № 970 |                        |                        |
| 75                     | 4690-АР                | Будівля Всеросійського товариства пароплавства та торгівлі        | кінець XIX ст.                              | вул. Революції, 42, 42а/3, літер "А "                                                            | Наказ МКтаТ України від 25.10.2010 № 957/0/16-10 |                        |                        |
| 76                     | 4691-АР                | Поштово-телеграфне управління                                     | 2-га половина XIX ст.                       | вул. Революції, 46/9, літер "А "                                                                 | Наказ МКтаТ України від 25.10.2010 № 957/0/16-10 |                        |                        |
| 77                     | -                      | Колишній готель «Санкт-Петербурзький»                             | початок XX ст.                              | вул. Революції, 50                                                                               | Рішення КО від 05.06.1984 № 284 |                        |                        |
| 78                     | 4692-АР                | Дим житловий Б. С. Каракозов                                      | 1899 р.                                     | вул. Революції, 54, літер «А»                                                                    | Наказ МКтаТ України від 25.10.2010 № 957/0/16-10 |                        |                        |
| 79                     | 4693-АР                | Будинок прибутковий В. С. Ракова                                  | початок XX в.                               | вул. Революції, 55-55а/пров. Священномученика Елеазара, 2, літер «А» (колишній пров. Клубний, 3) | Наказ МКтаТ України від 25.10.2010 № 957/0/16-10 |                        |                        |
| 80                     | 46-АР                  | Будівля синематографа «Лотос»                                     | початок XX ст.                              | вул. Революції, 57, літер «А»                                                                    | Наказ МКтаТ України від 13.07.2009 № 521/0/16-09 |                        |                        |
| 81                     | 4694-АР                | Будинок житловий                                                  | початок XX ст.                              | вул. Революції, 61/ вул. Приморська, 4, літер "А "                                               | Наказ МКтаТ України від 25.10.2010 № 957/0/16-10 |                        |                        |
| 82                     | 4695-АР                | будинок житловий Турш                                             | 1890 р.                                     | вул. Революції, 63/ вул. Приморська, 3, літер «А»                                                | Наказ МКтаТ України від 25.10.2010 № 957/0/16-10 |                        |                        |
| 83                     | -                      | Будинок житловий                                                  | 1900 р.                                     | вул. Тучина, 21                                                                                  | Рішення КО від 20.02.1990 № 48 |                        |                        |